# Absolute World
Absolute World son dos rascacielos residenciales situados en el complejo de cinco torres Absolute City Centre, en Mississauga, Ontario, Canadá. El proyecto fue construido por Fernbrook Homes y Cityzen Development Group. Las primeras tres torres fueron construidas previamente (Absolute City Centre 1, 2 y Absolute Vision), y las últimas dos torres (Absolute World 4 y 5) tienen 50 y 56 plantas.

## Historia
El 28 de noviembre de 2006, durante la ceremonia de los 24.º Premios Anuales de Diseño Urbano de Mississauga, la alcaldesa Hazel McCallion anunció que se iba a celebrar una competición de diseño internacional para la cuarta torre de Absolute World, que sería la torre más importante del complejo, situada en la esquina noreste de Burnhamthorpe Road y Hurontario Street. También marcó la primera vez en cuarenta años que una promotora privada celebraba una competición de diseño internacional para un edificio en el Área Metropolitana de Toronto tras el Toronto City Hall. Más de seiscientos solicitantes y 92 propuestas de arquitectos de setenta países participaron en esta competición. El 30 de enero de 2007 a las 12:00 p. m., se anunció en el Atrio de BCE Place en downtown Toronto quiénes eran los seis finalistas, junto con siete menciones de honor.
Las propuestas fueron juzgadas por un jurado que incluía arquitectos, dirigentes políticos y miembros de la promotora. El jurado se componía por:
- Larry Beasley, codirector de planeamiento de Vancouver
- Colin Fournier, profesor de arquitectura y urbanismo en la Escuela de Arquitectura Bartlett, Londres
- Sol Wassermuhl, presidente de Page + Steele Architects, Toronto
- Claude LaCombe, EI Richmond Architects, Toronto
- Michael Spaziani, MSAi, Toronto
- Danny Salvatore, presidente de Fernbrook Homes
- Sam Crignano y Paulo Stellato de Cityzen Development Group, y
- Ed Sajecki, Comisario de planeamiento y edificación de Mississauga.

Los seis finalistas anunciados el 30 de enero de 2007 fueron:
- Nicholas Boyarsky, Boyarsky Murphy Architects, Reino Unido
- Michel Rojkind, rojkind arquitectos, México
- Roland Rom Colthoff, Quadrangle Architects Limited, Canadá
- Sebastian Messer, Studio MWM, Reino Unido
- Yansong Ma, MAD office, China
- Tarek El-Khatib, Zeidler Partnership Architects, Canadá

Cada uno de los finalistas recibió un honorario para sufragar los costes de preparar el diseño final de la torre, que tendría más de 50 plantas y sería la más alta de Mississauga cuando se construyera.
Junto con el jurado, se invitó al público a votar por sus diseños favoritos, que se exhibieron en el Square One Shopping Centre así como en internet. La votación acabó el 22 de marzo de 2007. El diseño ganador se anunció desde la CN Tower el 28 de marzo de 2007 a las 10:30 AM. El diseño de Yansong Ma, fundador de MAD Office, de Pekín (China), resultó el ganador. Las ventas iban a comenzar en mayo de 2007, y la construcción posteriormente en ese mismo año, y la finalización anticipada en 2009. A los pocos días del anuncio, el edificio fue apodado torre "Marilyn Monroe" debido a su figura curvilínea de reloj de arena, comparada a la actriz Marilyn Monroe. Burka Varacalli Architects, una firma arquitectónica de Toronto, fue contratada como socio local en abril de 2007.
El 14 de junio de 2012, el Consejo de Edificios Altos y Hábitat Urbano de Chicago, un grupo de arquitectos e ingenieros sin ánimo de lucro, informaron de que las torres estaban entre los mejores nuevos rascacielos del mundo.

## Diseño

Plano simplificado y modelo 3D de la torre 1 de Absolute World

La torre gira 209 grados desde su base a su cima, lo que la hace similar a la Turning Torso de Malmö, Suecia. El diseño estructural fue realizado por Sigmund Soudack & Associates Inc, una firma de ingeniería de Toronto de casi 40 años de antigüedad. La torre tiene seis plantas de aparcamiento subterráneo.
La siguiente tabla enumera la rotación de cada planta de la torre 1.
| Planta | Rotación |    | Planta | Rotación |      | Planta | Rotación |  | Planta | Rotación |
| Baja   | -10°     | 15 | 15°    | 29       | 74°  | 43     | 168°     |  |        |          |
| 2      | -9°      | 16 | 18°    | 30       | 82°  | 44     | 171°     |  |        |          |
| 3      | -8°      | 17 | 21°    | 31       | 90°  | 45     | 174°     |  |        |          |
| 4      | -7°      | 18 | 24°    | 32       | 98°  | 46     | 177°     |  |        |          |
| 5      | -6°      | 19 | 27°    | 33       | 106° | 47     | 180°     |  |        |          |
| 6      | -5°      | 20 | 30°    | 34       | 114° | 48     | 183°     |  |        |          |
| 7      | -4°      | 21 | 33°    | 35       | 122° | 49     | 186°     |  |        |          |
| 8      | -3°      | 22 | 36°    | 36       | 130° | 50     | 189°     |  |        |          |
| 9      | -2°      | 23 | 39°    | 37       | 138° | 51     | 192°     |  |        |          |
| 10     | 0°       | 24 | 42°    | 38       | 146° | 52     | 194°     |  |        |          |
| 11     | 3°       | 25 | 45°    | 39       | 154° | 53     | 195°     |  |        |          |
| 12     | 6°       | 26 | 50°    | 40       | 159° | 54     | 196°     |  |        |          |
| 13     | 9°       | 27 | 58°    | 41       | 162° | 55     | 197°     |  |        |          |
| 14     | 12°      | 28 | 66°    | 42       | 165° | 56     | 198°     |  |        |          |

|               |
| Junio de 2009 |

|              |
| Mayo de 2010 |